# Круглица
Кру́глица — гора, наивысшая точка хребта Большой Таганай. Высота — 1178 метров. Расположена в 15 километрах от города Златоуста, между Дальним Таганаем с севера и Откликным гребнем с юга.

## Общие сведения
Гора расположена в 15 километрах от города Златоуста, между Дальним Таганаем с севера и Откликным гребнем с юга.

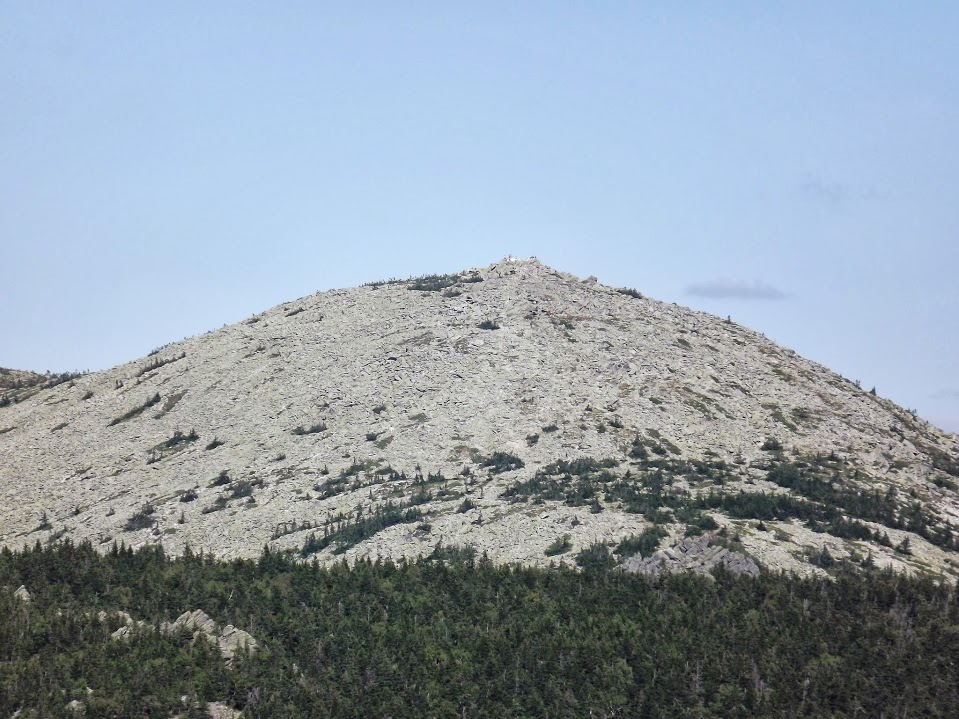
гора Круглица, Челябинская область

Сложена белыми, розовыми и вишнёвыми кварцитами, имеющими включения авантюрина. На склонах стелющийся можжевельник, выше - участки горной тундры. В вершинной части каменные осыпи – курумы. У подножия расположен туристический приют «Таганай», от которого на вершину идёт тропа (3 км). Место активного туризма.

## Топоним
Своё имя гора получила за округлую форму. Круглицу местные жители называют также Круглой сопкой, Круглым Таганаем, «башкирской шапкой».

## Охранный статус
Территория Большого Таганая входит в состав национального парка Таганай, гора Круглица имеет статус комплексного памятника природы.